# 厄普顿 (怀俄明州)
厄普顿（英語：Upton），是美国怀俄明州韦斯顿县（Weston）下属的一座城市。该市的人口在2000年为872人，2010年有1,100，2011年则估计有1,084人。